# Дідерік Дюрвен
Дідерік Дюрвен (нід. Diederik Durven; 13 вересня 1676 — 26 лютого 1740) — двадцять другий генерал-губернатор Голландської Ост-Індії.

## Біографія
Дідерік Дюрвен вивчав право в Лейденському університеті, був юристом у відділенні Голландської Ост-Індійської компанії (VOC) в своєму рідному місту Делфті. В 1705 році він був призначений членом Ради Юстиції в Батавії. 4 січня наступного року він відплив до Ост-Індії на кораблі "Grimmestein". В 1720 році був обраний до Ради Індій, пізніше- до Ради Юстиції. 
Після смерті генерал-губернатора Матеуса де Гана, Дюрвен був призначений новим губернатором. Однак він недовго протримався на посаді: його звинуватили в фінансових ненадходженнях і організаційних помилках. Він був звільнений 9 жовтня 1732 року (хоча фактично він продовжував виконувати обов'язки губернатора ще майже пів року).
Дідерік Дювен повернувся в Нідерланди де безуспішно намагався відсудити компенсацію за несправедливе звільнення. Він помер 26 лютого 1740 року.